# Sloboda-Șlîșkovețka, Moghilău
Sloboda-Șlîșkovețka (în ucraineană Слобода-Шлишковецька) este un sat în comuna Hrușca din raionul Moghilău, regiunea Vinnița, Ucraina.

## Demografie
Componența lingvistică a localității Sloboda-Șlîșkovețka
     Ucraineană (99,26%)
     Alte limbi (0,74%)
Conform recensământului din 2001, majoritatea populației localității Sloboda-Șlîșkovețka era vorbitoare de ucraineană (99,26%), existând în minoritate și vorbitori de alte limbi.